# 제2차 세계 대전 기간의 스페인

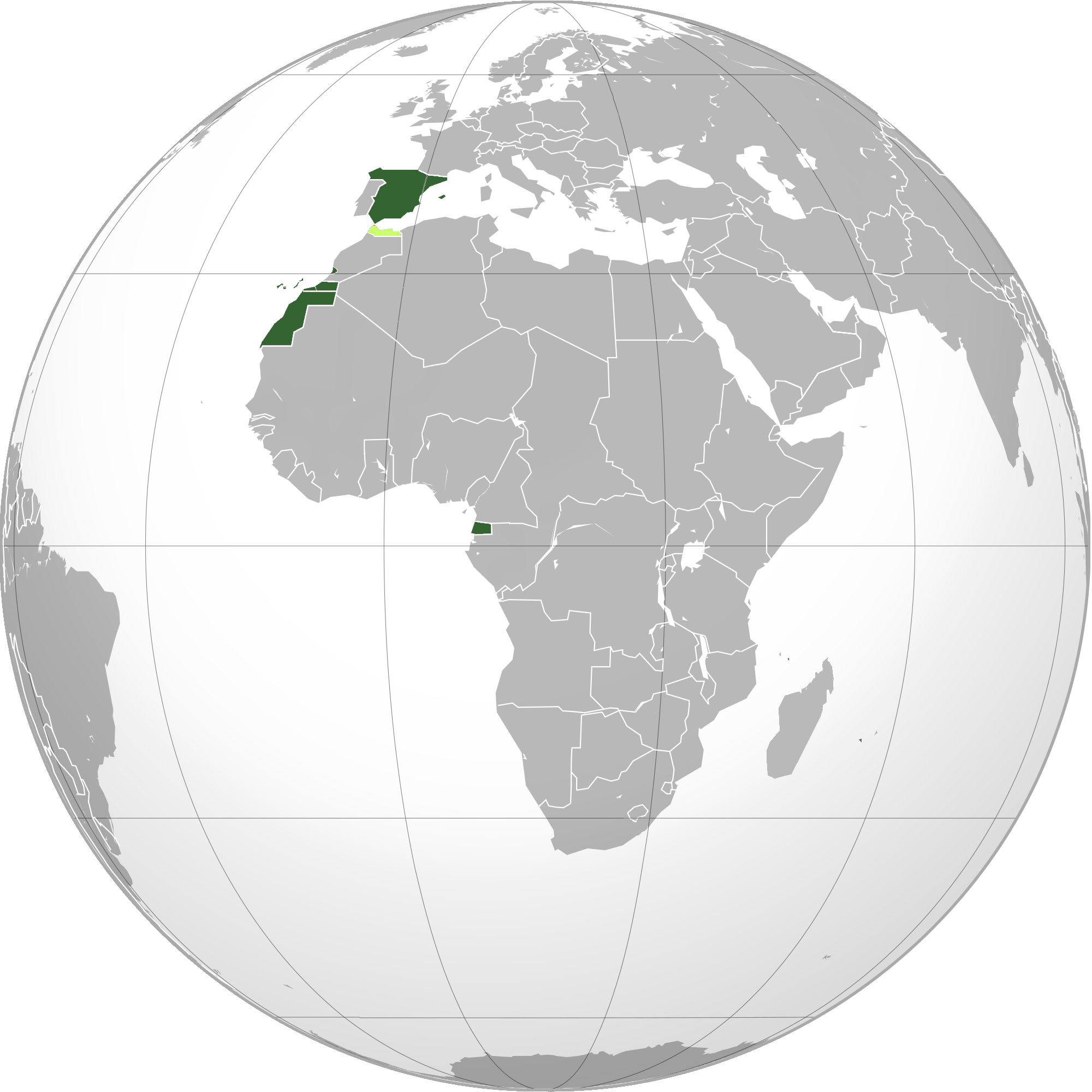
제2차 세계 대전 당시 스페인의 영토.
----
스페인 본토와 시디이프니, 스페인령 서사하라와 스페인령 기니
스페인령 모로코
탕헤르 국제지대

제2차 세계 대전 기간의 스페인은 7월 쿠데타와 스페인 내전을 거쳐 스페인 제2공화국을 무너뜨린 프란시스코 프랑코 휘하의 독재 권위주의 정권이었던 스페인국이 스페인 전역을 통치하고 있던 상태였다. 본디 전쟁 초기의 프랑코는 전쟁에 대한 엄격중립 정책을 고수했다. 그러나 이러한 중립을 종전 이후까지 고수하지는 않았는데, 예시로 1940년 6월 나치 독일의 프랑스 침공 이후 프랑스가 무너지자 프랑코는 세계대전의 엄격중립에 대한 고수를 포기하고 비교전국 (non-belligerence)으로 변경했다.

## 추축국과의 관계
스페인은 프랑코 자신이 가졌던 추축국에 대한 호감과 내전 기간동안 국민파 세력이 받았던 나치 독일과 이탈리아에게 받은 도움과 그에 대한 '빚'이 있었다. 실제로도 스페인은 독일의 군수물자 제공에 대한 빚 2억 1200만 달러가 있기도 했다. 그러나 이러한 다수의 추축국적 편향에도 불구하고 정부는 친추축국 지지자들과 친연합국 지지자들로 양분되었다. 제2차 세계대전이 갓 발발했을 당시의 스페인의 외무장관은 친연합국 성향을 지닌 후안 루이스 베그베데였으나, 전황이 추축국에게 유리하게 흘러가자 이내 프랑코는 베그베데를 경질하고 라몬 세라노 라모스를 새로운 외무장관 직에 임명시켰다. 그러나 이후 1942년에서 연합군이 북아프리카 전역에서 승리를 거두자, 라모스를 경질시키고 또다른 친연합국 성향의 프란시스코 고메스 호르다나로 교체시켰다.
그러나 1942년 이전까지만 하더라도 세계대전의 전황은 나치 독일과 추축국이 우위를 점하고 있었다. 1939년 9월 1일 발생한 폴란드 침공 이후 연합국은 동유럽의 마지막 동맹국을 잃었으며, 독일군은 북유럽과 베네룩스, 그리고 프랑스 침공을 성공적으로 완수시켰고, 그 이후에도 바르바로사 작전에서 소련을 궁지에 몰리게 하는 등 연합국은 위기에 처하게 되었다. 이러한 몇몇 국제적 정세로 인해 스페인은 여러 차례 추축국에 가담할 징후를 보였으며, 실제로 프랑코는 스페인 언론을 동원하여 모로코와 카메룬, 지브롤터의 반환을 요구하는 전시 프로파간다를 진행하거나 독일군이 프랑스를 점령한 이후 주독일 스페인 대사는 독일에게 "특정 조건 하에서 스페인은 추축국에 가담할 준비가 되었다"라고 언급하기도 했다.
나치 독일은 처음에 이러한 스페인의 행보에 그다지 큰 관심을 보이지 않았는데, 히틀러와 나치는 스페인의 도움이 없어도 전쟁에서 이길 것이라는 확신이 있었기 때문이다. 그러나 1940년 8월에 독일이 바다사자 작전에 관련해 진지하게 스페인의 참전에 관해 고려하기 시작했을 때 문제가 발생했다. 바로 히틀러가 스페인에게 카나리아 제도와 스페인령 모로코의 군사 기지에 대한 사용 허가를 요청한 것이었는데, 프랑코는 이러한 독일의 요구를 완강히 거절하였다. 또한, 프랑스 침공 이후 독일은 미군과 대적하기 위해 강력한 함대가 필요했으며, 이에 따라 Z 계획을 발동시켰다. 그렇기에 독일은 더욱이 스페인의 군사 기지와 항구가 절실했으며, 이러한 스페인의 완강한 거부는 이후 독일과 스페인 관계에 악영향을 끼치게 된다.

앙다예에서 회동을 가진 아돌프 히틀러와 프란시스코 프랑코 (1940년 10월 23일)

그러나 전쟁 초기 이러한 스페인의 친추축국적 행보의 일환으로, 1940년 6월 19일에 프랑코는 아돌프 히틀러에게 스페인 식민제국의 재건에 독일의 도움을 받는 대가로 참전을 제안하였는데, 이들은 이 문제를 의논하기 위해 각각의 외무장관인 라몬 세라노 라모스와 요아힘 폰 리벤트로프와 함께 스페인-프랑스 국경의 앙다예의 기차역에서 만났다.
히틀러와 독일은 스페인의 '참전 요구에 대한 보상'이 터무니없으며 과도하다고 여겼다. 회담이 지속될 동안 스페인은 지속적으로 프랑스령 아프리카 영토들과 내전 이후 붕괴한 스페인의 경제와 군대를 재건하기 위해 식량과 군수물자를 요구했다. 그러나 스페인의 선제 조건 처음에서부터, 독일은 스페인이 옛 독일 제국의 식민지였던 프랑스령 카메룬을 요구하는데에 불만을 가지고 있었다. 결국 회담은 스페인이 약속한 날짜에 참전하며 히틀러는 스페인에 대한 아프리카 영토 보상을 보장하는 것에 서명하는, 막연한 결과로 끝났다. 이러한 회담이 지속될 동안, 팔랑헤주의 언론들은 만일 스페인이 전쟁에 참전한다면 아직 비시 프랑스 행정부 아래에 있던 프랑스령 바스크와 프랑스령 카탈루냐 또한 합병해야 한다며 주장하기도 했다.
그러나 결론적으로 회담은 무산된 것이 아니였으며, 히틀러는 전쟁에 참전하겠다는 스페인의 약속을 가지고 독일로 돌아갔다. 그러므로 만일 히틀러가 스페인에게 참전 요구에 대한 압박을 가했다면 스페인은 전쟁에 참전했을 것이다. 그러나 히틀러는 이탈리아의 그리스 침공과 바르바로사 작전의 준비와 같은 여러 급한 문제로 인해 스페인에 관련한 계획을 변경해야 했다. 게다가 지중해는 나치 독일의 주요한 목표가 아니였으며, 해당 약속이 이행될 때 발생할 이탈리아와 비시 프랑스간의 불필요한 충돌을 피해야 한다는 점 또한 고려해야 했다.
이후 1941년 11월 25일, 스페인은 방공 협정에 서명했다. 그러나 스페인의 협정 서명은 연합국에게 하여금 횃불 작전이 발동될 때 스페인이 중립을 포기하고 연합군의 측면을 공격할 수도 있다는 우려를 이끌었으며, 만일 이러한 상황이 발생할 경우 스페인의 기습공격에 대응하기 위해 연합군은 카사블랑카에 대한 상륙을 포함하게 된다.

청색 사단의 문장.

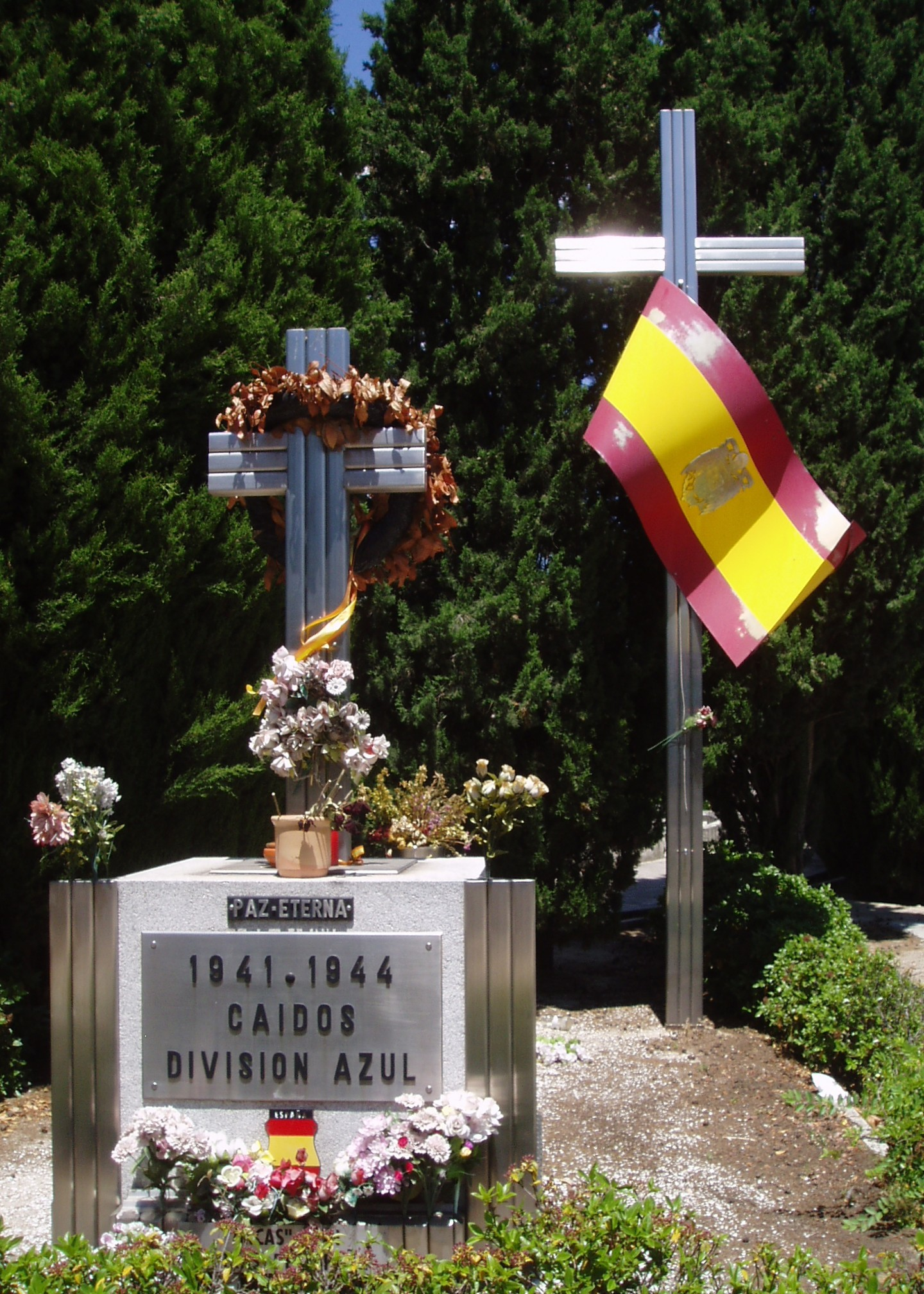
청색 사단의 기념비.

비록 스페인의 참전은 무산되었지만, 스페인은 독일군을 지원하기 위해 청색 사단이라는 자원병으로 구성된 부대를 편성하여 파견하게 된다. 독일군은 스페인이 소련에 선전포고하지 않은 것에 대해 실망하였으나 1941년 6월 24일에 청색 사단의 파병을 허락하였으며 1941년 7월 2일까지 18,373명이 청색 사단에 자원하게 된다. 아구스틴 무뇨스 그란데스 휘하의 청색 사단은 독일 국방군 제250 보병사단으로 명명되어 동부 전선에서 싸웠으며, 청색 사단 병사들은 공식적으론 독일군 소속이였기 때문에 스페인군 제식 군복을 입을 수 없었으며, 때문에 이들은 '에스파냐'라는 문구가 새겨진 견장을 부착한 독일군의 야전회색 군복을 입고 싸웠다. 이외엔 휴가 시 붉은 베레모와 푸른 셔츠, 카키색 바지를 착용하고 다녔다.
의외로 스페인 또한 전후 일본에게서 전쟁 배상금을 받았는데, 본디 일본 제국의 패망 이후 일본은 일본이 다른 국가들에게 저지른 피해를 보생해야 했다. 이때 필리핀의 스페인 재산이 파괴되고 100명 이상의 스페인 선교사들과 스페인인들의 사망에 대한 보상 또한 진행해야 했다. 이후 일본은 1957년에 스페인에 550만 달러를 전쟁 배상금 명목으로 보상하게 된다.

## 연합국과의 관계
스페인은 연합국이 보기에 불안한 세력이었다. 다분히 친추축국적 성향을 지녔으며 만일 스페인이 연합군을 공격할 경우 이는 연합군에게 불리하게 작용할 것이었으므로, 연합국은 스페인의 중립을 유지시키기 위해 경제적인 종속을 이용했다. 스페인은 미국산 석유에 의존했고, 영국은 미국에게 대스페인 석유 무역을 감소시키라며 요구했다. 이에 미국이 동의하며 스페인은 한순간에 대량의 석유 무역이 제한되었다. 때문에 스페인은 석유를 수입하기 위해 독일에게 의존하게 되었는데, 독일산 석유는 대부분 프랑스 석유 매장량에 의존했기 때문에 대체제가 되지 못했다. 게다가 프랑코의 대대적인 친추축국적 행보는 자연스럽게 대스페인 무역이 사실상 끊기는 결과를 초래하면서 스페인은 전쟁 전후동안 고립되었다. 이러한 고립의 유산으로 스페인은 1955년까지 UN에 가입조차 하지도 못했으며, 수많은 국가들이 대사들을 철수시키며 스페인은 전쟁 기간 동안 어중간한 중립에 의존해야 했다.
그러나 이후 2008년에 드러난 사실에 따르면, 윈스턴 처칠이 스페인이 추축국에 가담하는 것을 방지하기 위해 스페인 장교들에게 수백만 달러의 뇌물을 주는 것을 허용했으며, 2013년 5월에는 MI6가 같은 사유로 스페인의 고위 장교들과 주요 내각 인사들에게 2억 달러에 달하는 뇌물을 제공했다는 파일 또한 발견되었다

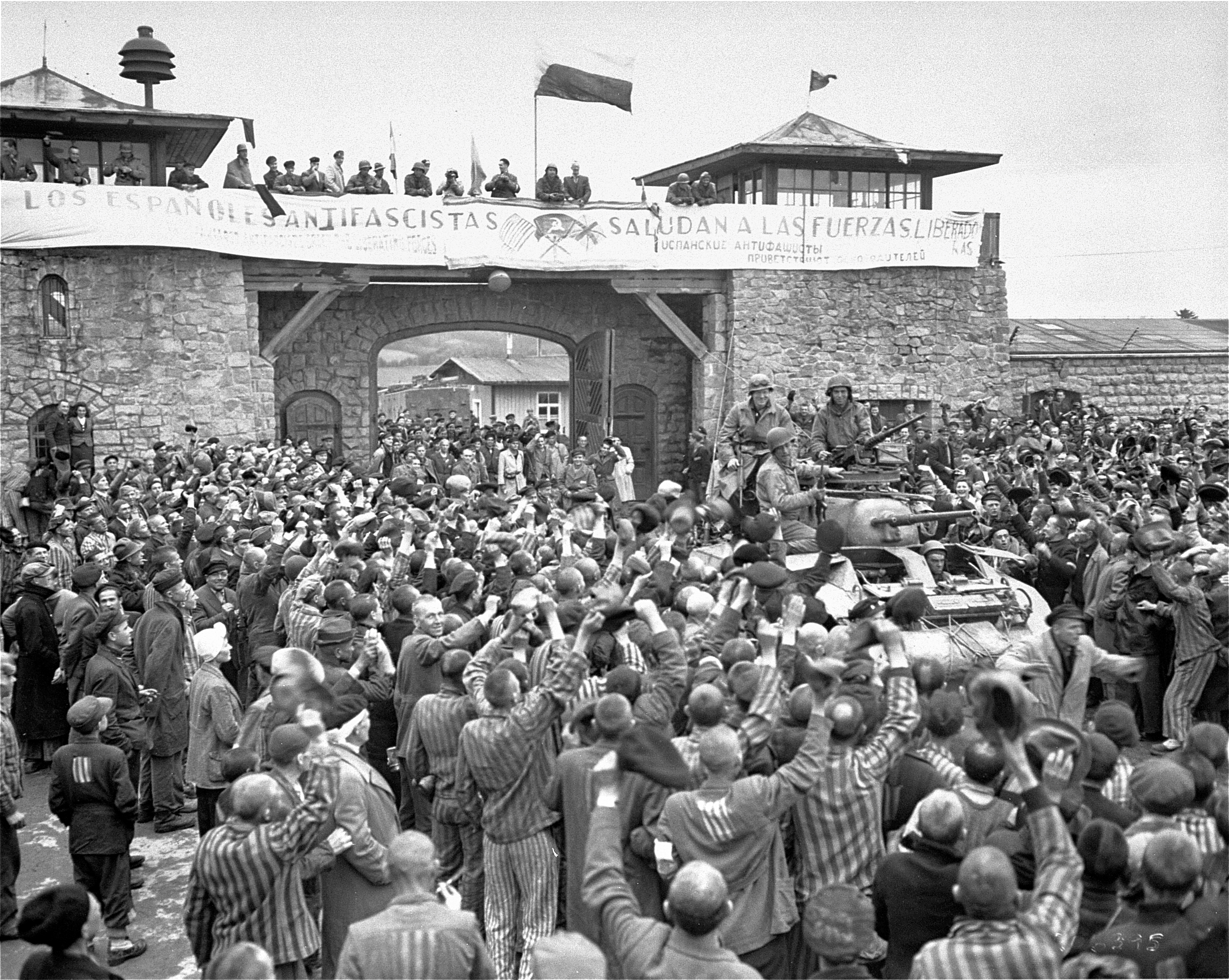
마우트하우젠 수용소에 입성하는 미 육군 제11기갑사단의 M8 그레이하운드 장갑차. 건물에 걸린 현수막에는 "반파쇼 스페인인들이 해방군에게 경의를 표합니다"라고 적혀 있다.

스페인이 온전히 추축국에게 의존하던 것은 아니었다. 스페인 내전 전후 스페인에서 도주한 일부 공화파 잔존병들은 프랑스에 망명하여 포로수용소에 수감되어 있었으나, 제2차 세계 대전의 발발 이후 이들은 프랑스 외인부대에 입대했다. 프랑스 침공 이후에도 수많은 스페인인들이 프랑스 레지스탕스에 협력하며 국민파와의 싸움을 지속하였으며, 수천명의 스페인인들은 자유 프랑스군에 입대하여 연합군을 위해 싸웠다. 때문에 파리를 해방했던 자유 프랑스군 제9기갑중대의 인원 대부분은 내전에서의 경험이 풍부한 공화파 베테랑들로 구성되기도 했다. 또한, 스페인 내전의 종전 이후 소련으로 도망쳐온 수많은 스페인의 공산주의자들과 고위 인사들은 소련이 수용한 덕분에 1941년 독일군이 소련을 침공하자 엔리케 리스테르를 비롯한 공산주의자들은 소련군에 입대해 나치 독일과 싸웠다. 앤터니 비버의 주장에 따르면, 스페인인 1400명들 중 700명은 소련군에, 나머지 700명은 전선의 후방에서 파르티잔으로서 활동했다.

## 관련 작전

### 펠릭스 작전

독일군과 영국군의 침공 경로.

개전 초기 스페인과 독일은 지브롤터를 점령할 계획을 세웠다. 지브롤터는 수에즈 운하와 함께 지중해의 입구로서 아주 중요한 전략적 요충지였으며, 만일 추축국이 지브롤터를 점령한다면 영국 지중해함대를 지중해에 고립시킬 수 있었다. 나치 독일은 이러한 지브롤터의 전략적 중요성을 인식하였고, 이 계획에서는 차후 일어날 연합군의 침공을 방지하기 위해 독일군이 지브롤터에 주둔하는 것이 포함되었다.
펠릭스 작전은 스페인과 독일 간의 협상이 실패하기 전에 완성되었는데, 협상이 큰 성공을 거두는 데 실패한 이후 작전은 계속하여 연기되었다. 펠릭스 작전이 연기되는 동안 1941년 3월까지 독일군의 역량은 바르바로사 작전과 소련 침공을 위해 할당되었고, 이후 펠릭스 작전은 소련 침공보다 후선시되어 펠릭스-하인리히 작전으로 수정, 바르바로사 작전이 성공하면 발동하게 할 것으로 바뀌었다. 그러나 독일군은 바르바로사 작전의 성공을 앞두고 소련군의 반격에 부딪혔으며, 결국 바르바로사 작전은 실패한데다 스페인은 전쟁은 참전하지 않았다. 제2차 세계 대전의 종전 이후 빌헬름 카이텔은 "소련을 침공하는 것 대신 지중해를 봉쇄하여 대영제국을 압박했어야 했다"라고 논평하기도 했다.

### 이사벨라, 일로나 작전과 뉘른베르크 작전
이사벨라 작전은 바르바로사 작전을 끝낸 이후 스페인과 포르투갈의 군사 기지를 점령하여 영국을 압박하기 위한 독일군의 계획이었다. 작전은 1941년 5월에 히틀러에 의해 제시되었지만 실행되지는 않았다. 이 작전은 추후 일로나 작전이라고 명명될 이베리아에 대한 침공 계획의 초안이었다. 이사벨라 작전은 펠릭스 작전과 유사하게 스페인 본토와 포르투갈, 안도라, 지브롤터, 아소로스, 카보베르데를 점령하며 군사 기지를 확보하는 것을 목표로 했다. 그러나 펠릭스 작전과는 다르게 이 작전은 스페인군이 독일군에 협력할 것이며 연합군이 이베리아 반도를 침공할 경우 스페인군을 지원하는 것을 가정하여 계획되었다.
일로나 작전은 이사벨라 작전을 축소한 것으로, 이후 기셀라 작전이라고 재명명되었다. 이 작전은 1942년 5월에 계획되었으며, 기존의 계획들과는 다르게 스페인이 중립을 유지하더라도 침공하는 계획이었다. 10개의 독일군 사단들이 바르셀로나와 살라망카에 진군하는 내용 또한 포함되어 있었다.
뉘른베르크 작전은 1943년 6월에 고안되었으며, 상단의 세 작전들과는 달리 독일군의 전황이 불리할 때 작성되어 이 작전은 단순히 연합군이 이베리아 반도에 상륙할 경우 피레네 산맥에서 방어 계획이었으며, 스페인에서 진군하는 연합군을 막기 위한 계획이었다.

## 스페인과 난민

유대인들의 공통적인 상징인 다윗의 별.

전쟁 초기에 스페인은 난민의 입국을 차단하는 법률을 작성했다 그러나 해당 법률은 이후 상당수 어겨졌으며, 난민들의 대부분은 서유럽에서 온 난민들이었다. 난민들의 대부분은 프랑스에서 수용소를 피해 도망쳐온 사람들이었지만, 동유럽의 유대인들도 포함되어 있었다. 이때 트루디 알렉시(Trudi Alexy)는 나치의 최종 해결책을 피해 유대인들이 4세기 이상 유대인들이 도망쳐야 했던 나라인 스페인으로 자발적으로 도망쳐와 망명을 간청하는 '모순과 역설'에 대해 언급했다. 세계 대전 내내 스페인의 외교관들은 동유럽 유대인들, 특히 헝가리의 유대인들을 구하기 위해 힘썼다. 자신이 스페인계 유대인이라고 주장하는 사람들은 증명 필요 없이 보호받았으며 전쟁에서 살아남았다.
전쟁의 양상이 연합군에게 유리하게 흘러가기 시작하자 프란시스코 고메즈 호르다나가 외무장관이 되었는데, 스페인은 점차 '유대인에게 동정적이게' 되었으나 프랑코는 유대인에 대해 어떠한 언급도 하지 않았다. 이와 거의 같은 시기에 폴란드로 떠난 스페인 의료진들은 폴란드 총독 한스 프랑크로부터 독일군의 학살 계획에 대해 언질을 듣게 되었는데, 의료진들이 귀국한 이후 이들은 루이스 카레로 블랑코에게 이를 전했으며 블랑코 또한 이를 프랑코에게 전했다.
개전 이후 얼마 지나지 않아 스페인은 그리스와 헝가리, 불가리아, 그리고 루마니아의 유대인들에게 스페인 시민권을 부여하기 시작했다. 스페인은 이들에게 스페인 시민권을 부여하며 이들을 안전 가옥에서 머물게 하고, 최소한의 스페인어를 가르치며 스페인인 척 행세 할 수 있도록 해주었다. 이때 스페인은 헝가리의 수천 명의 유대인을 구할 수 있었다. 그러나 이후 헝가리의 유대인들을 보호하던 헝가리의 스페인 대사는 헝가리를 떠나야만 했고, 이로 인해 헝가리의 유대인들은 독일군의 체포와 추방에 위험에 노출되었다. 그렇기에 이탈리아 외교관이었던 조르조 페를라스카는 신분을 위장하여 헝가리 당국에 자신이 새로운 스페인 대사라고 설득하며 헝가리의 유대인들을 보호했다.
이렇게 스페인의 대부분의 중립국들보다 유대인들의 학살을 막기 위해 큰 노력을 기울였다. 스페인은 시오니즘과 유대-프리메이슨에 대한 혐오에도 불구하고 나치의 광적인 반유대주의를 공유하지는 않았으며, 대부분 유대인으로 구성된 25,000명에서 35,000명의 유대인들이 스페인을 거쳐 나치의 감시를 피해 포르투갈과 국외로 도망치는 것이 허용되었다.
이러한 스페인의 행보는 일부 역사가들이 유대인과 난민에 대한 스페인의 인도적이고 유화적인 태도를 보여준다고 주장하는 반면에, 또다른 사람들은 스페인의 권위주의 독재 정권이 단지 스페인을 통한 '이동'만 허용했다며 지적했다. 이를 뒷받침하는 증거로 전쟁 전후 스페인은 유대인의 학살과 강제 이주의 책임자들과 오토 슈코르체니, 레옹 드그렐과 같은 전 나치 요인들과 파시스트들에게 매우 호의적이었다. 또한, 호세 마리아 피나트는 1941년 5월 13일에 스페인의 모든 주지사들에게 해당 지역의 모든 유대인들, 스페인 자국민들과 외국인을 포함한 명단을 작성하라는 명령을 내렸다. 스페인 전국에서 집계된 6,000명의 명단은 하인리히 힘러에게 전달되었으며, 1945년에 독일이 패망하자 스페인은 이러한 나치와의 협력에 대한 증거들을 모두 파기하려고 시도했으나 실패했다.

## 같이 보기
- 제2차 세계 대전
- 서부 전선 (제2차 세계 대전)
- 동부 전선 (제2차 세계 대전)
- 프랑코 정권
- 스페인 내전